# XXX (Album)
XXX ist das dreizehnte Studioalbum der amerikanischen Bluesrock-Band ZZ Top. Es erschien im September 1999 bei RCA Records zeitgleich mit dem 30-jährigen Bestehen der Band. Der Albumtitel bedeutet „30“ in Römischen Zahlen. Von dem Album wurden in den USA in den ersten drei Jahren etwa 140.000 Einheiten verkauft, rund die Hälfte der Verkäufe des Vorgängeralbums Rhythmeen.

## Wissenswertes
Ursprünglich war geplant, ein Livealbum mit neuen Stücken aufzunehmen. Später entschied die Band, das Album mit acht Studioaufnahmen beginnen zu lassen, gefolgt von vier Live-Aufnahmen. Diese wurden bei Auftritten in kleinen Clubs aufgenommen. Den Refrain zu Hey Mr. Millionaire sang Billy Gibbons gemeinsam mit Jeff Beck, eine spätere Mitwirkung Gibbons auf einem Album von Beck scheiterte, weil sich Gibbons in Europa aufhielt.
Zeitgleich mit ZZ Top befand sich der Rapper Juvenile in den Ardent Studios und die Musiker tauschten Ideen aus. Damit fanden nach Gibbons Elemente aus neuen Musikstilen wie dem Hip-Hop Eingang in die Musik, weshalb eine Mischung aus frühen ZZ Top und moderner Musik entstanden sei.
Nach der Veröffentlichung des Albums ging die Band auf eine USA-Tournee mit Lynyrd Skynyrd. Die Bands hatten mindestens fünf Auftritte in der Woche und so bis Ende 1999 rund 50 gemeinsame Shows gespielt.

## Titelliste
1. Poke Chop Sandwich – 4:50
2. Crucifixx-A-Flatt – 3:58
3. Fearless Boogie – 3:59
4. 36-22-36 – 2:35
5. Made Into A Movie – 5:13
6. Beatbox – 2:48
7. Trippin’ – 3:55
8. Dreadmonboogaloo – 2:36
9. Live Intro by Ross Mitchell – 0:35
10. Sinpusher (live) – 5:11
11. (Let Me Be Your) Teddy Bear (live) – 5:13
12. Hey Mr. Millionaire (live) – 4:08
13. Belt Buckle (live) – 4:05

## Rezeption
Besonders die Kritiken in Nordamerika fielen schlecht aus. Stephen Thomas Erlewine beklagt in seinem Review, dass die Band auf dem Album steif klinge. Er meint, dass dies nicht nur am schwachen Songwriting liegen könne, denn eine Band wie ZZ Top solle in der Lage sein, auch von drittklassigen Kompositionen hörbare Lieder aufzunehmen. Erlewine resümiert, dass ZZ Top viel zu sehr auf organischen Sound bedacht sei, um den Blues so zu spielen, wie es vergleichbare Veteranen dieser Stilrichtung tun würden. Der Austin Chronicle schreibt in seinem Review, dass ZZ Top zwar eine Institution der texanischen Musik sei, dies auf dem Album allerdings nicht immer zeige. So ließe einen nur das frenetisch pulsierende Beatbox beim Durchgehen der Titelliste stocken, und die Live-Aufnahmen könnten nicht mit Hits wie Tube Snake Boogie oder Got Me Under Pressure mithalten. Für Peter Bongartz vom Magazin Der Schallplattenmann ist XXX mit seinem „strohtrockene[n] Top-Boogie“ das beste ZZ-Top-Album seit Jahren, das Album klinge „niemals altbacken, sondern unglaublich frisch“.